# Ghiacciaio Snakeskin
Il Ghiacciaio Snakeskin (in lingua inglese: Snakeskin Glacier cioè ghiacciaio a pelle di serpente) è un ghiacciaio tributario antartico, lungo circa 28 km, che fluisce in direzione nordovest per andare a confluire nel Ghiacciaio Keltie, sul fianco orientale del Supporters Range, catena montuosa che fa parte dei Monti della Regina Maud, in Antartide. 
La denominazione fu assegnata dalla New Zealand Geological Survey Antarctic Expedition del 1961–62, in quanto descrittiva dell'aspetto a pelle di serpente (snakeskin) che era dato dalla combinazione delle chiazze di ghiaccio e neve sulla sua superficie.